# Dolny Siniec
Dolny Siniec (niem. Groß Blaustein (Dorf)) – część wsi Siniec w Polsce, położona w województwie warmińsko-mazurskim, w powiecie kętrzyńskim, w gminie Srokowo. Wchodzi w skład sołectwa Siniec.
W latach 1975–1998 Dolny Siniec administracyjnie należał do województwa olsztyńskiego.